# Globuli rossi concentrati
I globuli rossi concentrati (GRC), noti anche come emazie concentrate (EC) o concentrato eritrocitario (CE), sono globuli rossi ottenuti a scopo trasfusionale. Sono inclusi nell'elenco dei medicinali essenziali dell'Organizzazione mondiale della sanità, i medicinali più sicuri ed efficaci necessari in un sistema sanitario.
I globuli rossi sono usati per ripristinare la capacità di trasportare l'ossigeno nelle persone con anemia causata da traumi o altre patologie, e sono di gran lunga i componenti del sangue più comuni utilizzati nella medicina trasfusionale. Storicamente sono stati trasfusi come parte del sangue intero, ma ora sono tipicamente usati separatamente: generalmente quando si parla di "trasfusione di sangue" si intende la somministrazione di una unità di GRC. I globuli rossi concentrati sono ottenuti dal sangue intero, o per aferesi, e si mantengono dalle 3 alle 6 settimane.
I GRC sono in genere utilizzati nell'anemia sintomatica o quando l'emoglobina è inferiore a 70-80 g/L (7-8 g/dL). Trasfusioni ripetute possono essere richieste nelle persone che ricevono chemioterapia o che hanno alterazioni dell'emoglobina. Negli adulti, un'unità di GRC aumenta i livelli di emoglobina di circa 10 g/L (1 g/dL).
In genere è richiesto il cross-match prima di trasfondere il sangue, che viene somministrato per via endovenosa. Gli effetti collaterali includono reazioni allergiche come l'anafilassi, emolisi, infezioni, sovraccarico di volume e transfusion-related acute lung injury (TRALI). Con gli attuali metodi di lavorazione del sangue, il rischio di infezioni virali come l'epatite C e l'HIV/AIDS è inferiore a 1 su 1 milione; Tuttavia, i rischi di infezione sono più elevati nei paesi a basso reddito.
Nel Regno Unito nel 2013 costavano circa 120 sterline per unità.

## Storia e diffusione
L'uso diffuso di globuli rossi concentrati iniziò negli anni Sessanta. Storicamente, la trasfusione di globuli rossi veniva attuata quando il livello di emoglobina era al di sotto di 10 g/dL o l'ematocrito era al di sotto del 30%.
A livello globale vengono trasfuse circa 85 milioni di unità di globuli rossi all'anno.
Negli Stati Uniti, le trasfusioni di sangue sono state eseguite quasi 3 milioni di volte durante i ricoveri del 2011, rendendola la procedura più eseguita. Il tasso di ricoveri ospedalieri con trasfusione di sangue è quasi raddoppiato dal 1997, da un tasso di 40 a 95 per 10.000 abitanti. È stata la procedura più eseguita ai pazienti di età pari o superiore a 45 anni nel 2011 e tra le prime cinque più comuni per i pazienti di età compresa tra 1 e 44 anni.
Secondo il New York Times «i cambiamenti nella medicina hanno eliminato la necessità di milioni di trasfusioni di sangue, che è una buona notizia per i pazienti sottoposti a procedure come bypass coronarici e altre procedure che una volta richiedevano molto sangue», e «le entrate della banca del sangue stanno diminuendo e il calo potrebbe raggiungere 1,5 miliardi di dollari all'anno nel 2014 da un massimo di 5 miliardi di dollari nel 2008».

## Impiego clinico
Poiché ogni unità di sangue somministrata comporta dei rischi, viene ora di solito considerato un livello inferiore a 7-8 g/dL, poiché è stato dimostrato che ha risultati migliori per il paziente. Si può ricorrere alla trasfusione anche per le persone con sintomi di malattie cardiovascolari come dolore toracico o dispnea. La somministrazione di una singola unità di sangue è lo standard trasfusionale per le persone ospedalizzate che non sanguinano, seguito da eventuale nuove rivalutazione e considerazione dei sintomi e determinazione della concentrazione di emoglobina. Il principio cautelativo di ricorrere alla trasfusione di sangue solo nell'anemia più grave è in parte dovuto alla prova che l'esito è peggiore se ne vengono fornite quantità maggiori.
Nei caso di pazienti con bassi livelli di emoglobina a causa della carenza di ferro, ma stabili dal punto di vista cardiovascolare, il ferro endovenoso è l'opzione da preferire, con prove sia sull'efficacia che sulla sicurezza.
Più di 100 milioni di unità di sangue vengono raccolte ogni anno in tutto il mondo, e circa il 50% di queste viene dato a persone nei paesi ad alto reddito. Nei paesi a basso reddito, la maggior parte delle trasfusioni di sangue (fino al 65%) viene somministrata a bambini di età inferiore a 5 anni per trattare l'anemia infantile grave; un altro uso importante del sangue nei paesi a basso reddito è il trattamento delle complicanze legate alla gravidanza. Invece nei paesi ad alto reddito la maggior parte delle trasfusioni di sangue viene somministrata a persone di età superiore ai 65 anni (fino al 76%); in questi paesi le trasfusioni sono più comunemente utilizzate per le cure di supporto in cardiochirurgia, chirurgia dei trapianti, traumi di massa e terapia per tumori solidi e del sangue. A causa dei cambiamenti nelle pratiche chirurgiche, oggi l'utilizzo clinico è il principale uso di globuli rossi nei paesi ad alto reddito.
Ogni volta che viene presa in considerazione una trasfusione di globuli rossi per un singolo paziente, è buona norma considerare non solo il livello di emoglobina, ma anche il contesto clinico generale, le preferenze del paziente e se esistono trattamenti alternativi. Se un paziente è stabile e ha una carenza nell'assetto del ferro, deve essere trattato per la carenza in questione (carenza di ferro, carenza di B12 o carenza di folati) piuttosto che ricevere una trasfusione di globuli rossi.
Negli adulti la trasfusione di sangue è in genere raccomandata quando i livelli di emoglobina raggiungono 70 g/L (7 g/dL) in coloro che hanno segni vitali stabili, se non hanno anemia da carenza di ferro. Abbassare a una soglia di emoglobina compresa tra 70 g/L e 80 g/L (da 7 a 8 g/dL) ha ridotto la percentuale di persone sottoposte a trasfusione di globuli rossi del 43% in una vasta gamma di specialità cliniche. Non ci sono prove che una strategia trasfusionale restrittiva influenzi la mortalità o i principali eventi avversi (ad esempio infarto del miocardio, ictus, polmonite, tromboembolia, infezione) rispetto a una strategia trasfusionale più libera.

## Tipologie di Globuli Rossi Concentrati
- Emazie concentrate (EC): ottenute dal sangue intero deplasmato.[19]
- Emazie concentrate con aggiunta di soluzioni additive (SA): con aggiunta di SAG-M (soluzione salina adenina-glucosio con mannitolo).[19][20]
- Emazie concentrate prive di buffy coat (ECPBC): EC private del buffy coat.[19][20]
- ECPBC con aggiunta di soluzioni additive:[19][20]
  - Emazie Concentrate leucodeplete: ECPBC con SA, sottoposte a leucodeplezione (rimozione del 99,9% leucociti rimanenti mediante l’utilizzo di filtri).[19][20]
  - ECPBC-SA lavate: ECPBC con SA, lavate con soluzioni isotoniche per la rimozione del plasma residuo.[19][20]
  - ECPBC irradiate: ECPBC con SA, sottoposte ad una dose di radiazioni da 25-50 Gy.[19][20]
- ECPBC congelate: emazie concentrate congelate in una soluzione crioprotettiva; si conservano 10 anni. Allo scongelamento vengono risospese in soluzione additiva, e devono essere trasfuse entro 24 ore.[19][20]